# Masdevallia caesia
Masdevallia caesia es una especie de orquídea epífita, originaria del oeste de Colombia.

## Descripción
Es una orquídea de gran tamaño, que prefiere clima fresco y agradable. Es de hábitos epifitas con fuertes tallos colgantes basalmente envueltos por 2 a 3 vainas tubulares llevan una única hoja erguida, apical, coriácea, con tintes de color púrpura azulado, angostamente obovada, obtusa que se gradualmente va disminuyendo en la base. Florecen una inflorescencia colgante 2,5 a 5 cm de largo, con flores simples y con una bráctea basal y un tubo de bráctea floral. La flor es grande, de hasta 23 cm de largo, y maloliente, surgiendo en medio de las hojas.

## Distribución y hábitat
Se encuentra en Colombia en alturas de 1600 a 2200 metros en los bosques húmedos o nebliselvas.

## Sinonimia
- Byrsella caesia (Roezl) Luer, Monogr. Syst. Bot. Missouri Bot. Gard. 105: 8 (2006).
- Masdevallia deorsum Rolfe, Orchid Rev. 8: 255 (1900).
- Masdevallia metallica F.Lehm. & Kraenzl., Repert. Spec. Nov. Regni Veg. Beih. 34: 70 (1925).[1][2]